# Sân bay quốc tế Chicago Midway

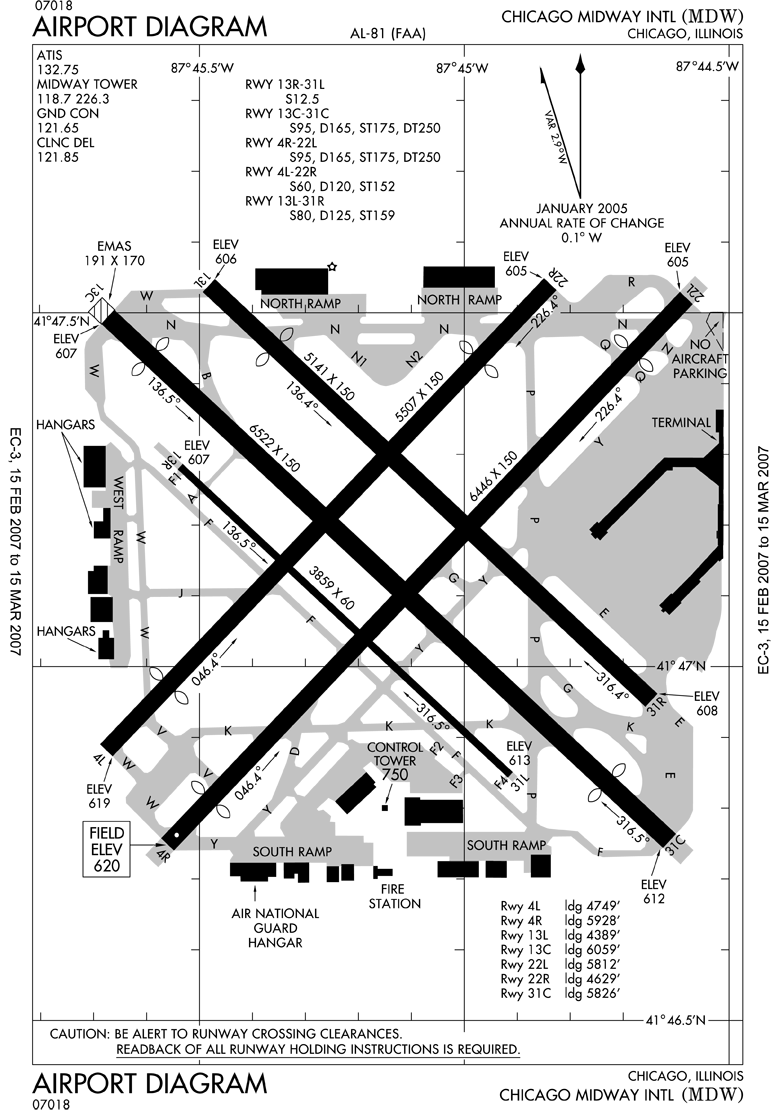
Sơ đồ sân bay Midway

Sân bay quốc tế Chicago Midway (IATA: MDW, ICAO: KMDW, LID FAA: MDW), cũng được biết đến chỉ đơn giản là Sân bay Midway hoặc Midway, là một sân bay ở Chicago, Illinois, Hoa Kỳ, nằm ở phía tây nam của thành phố, tám dặm (13 km) từ Chicago Loop. Mã sân bay IATA hiện nay của Midway là MDW đã được sử dụng kể từ năm 1949 khi sân bay đô thị Chicago được đổi tên thành Sân bay Chicago Midway, mặc dù các sách lịch trình hàng không tiếp tục gọi nó CHI cho đến khi các chuyến bay của hãng hàng không bắt đầu tại O'Hare. Nước này giáp với đường 55, Cicero Avenue (lối vào nhà ga), phố 63, Đại lộ Trung tâm. Một nửa phía bắc của sân bay trong khu vực Garfield Ridge, và nửa phía nam nằm trong khu vực cộng đồng Clearing. Sân bay này được quản lý bởi Hệ thống sân bay Chicago, cũng giám sát các hoạt động tại sân bay quốc tế O'Hare và sân bay quốc tế Gary/Chicago. Sân bay này được đặt tên sau trận Midway trong chiến tranh thế giới thứ II.
Midway bị chi phối bởi các hãng hàng không giá rẻ Southwest Airlines. AirTran Airways và Delta Air Lines là nhà khai thác lớn khác của sân bay. Cả hai đường cao tốc Stevenson và Orange Line Chicago Transit Authority cung cấp cho hành khách lối vào trung tâm thành phố Chicago. Sân bay Midway là sân bay hành khách lớn thứ hai trong khu vực trung tâm Chicago, cũng như tiểu bang Illinois, sau sân bay quốc tế Chicago O'Hare.
Ngày nay, sân bay Midway phục vụ như là một thành phố tập trung cho hãng đóng trụ sở tại Dallas Southwest Airlines Năm 2011, Midway là thành phố tập trung lớn nhất của Southwest Trong hơn 16 năm, sân bay Chicago Midway đã là trung tâm chính cho hãng đóng trụ sở ở Indianapolis ATA Airlines (ATA), nhưng dịch vụ đó đã được giảm xuống còn bốn điểm đến trong tháng 11 năm 2007, và dự kiến kết thúc ngày 07 tháng 6 năm 2008  trước khi các hãng hàng không đã đệ đơn xin phá sản vào tháng 4 năm 2008, ngay lập tức ngừng tất cả các chuyến bay.